# 아름다운 청춘
《아름다운 청춘》은 KBS2에서 2002년 3월 31일에 방영한 드라마시티다.
이 드라마는 신군부와 삼청교육대라는 절대 권력 앞에서 무기력할 수밖에 없었던 옛 청춘들에 대한 씁쓸한 반추며, 《화이트 크리스마스》, 《적도의 남자》, 《칼과 꽃》, 《아이언맨》 등 감각적인 연출을 하는 김용수 PD의 초기 작품이다.

## 출연진
- 김갑수 : 박 선생 역
- 손현주 : 중년 한지태 역
- 강성민 : 한지태 역
- 연정훈 : 신영재 역
- 김흥수 : 한강표 역
- 미상 : 강준석 역